# Fusarium pseudoanthophilum
Fusarium pseudoanthophilum är en svampart som beskrevs av Nirenberg, O'Donnell & Mubat. 1998. Fusarium pseudoanthophilum ingår i släktet Fusarium och familjen Nectriaceae.   Inga underarter finns listade i Catalogue of Life.